# Nowa Róża
Nowa RóżUn [ˈnɔva ˈruʐun] (en alemán: Neurose) es un pueblo ubicado en el distrito administrativo de Gmina Nowy Tomyśl, dentro del Distrito de Nowy Tomyśl, Voivodato de Gran Polonia, en el oeste de Polonia central. Se encuentra aproximadamente a 9 kilómetros al este de Nowy Tomyśl y 46 kilómetros oeste de la capital regional Poznan.
El pueblo tiene una población 137 habitantes.